# Saint-Martin-de-Belleville
Saint-Martin-de-Belleville là một xã thuộc tỉnh Savoie trong vùng Rhône-Alpes ở đông nam nước Pháp.